# Plesiothyreus newtoni
Plesiothyreus newtoni is een slakkensoort uit de familie van de Phenacolepadidae. De wetenschappelijke naam van de soort is voor het eerst geldig gepubliceerd in 1894 door G.B. Sowerby III.